# Font baptismal del patriarca Callisto
L'esplèndida font baptismal del patriarca Callisto és una notable obra escultòrica longobarda executada el segle viii, per a donar servei, en el sagrament del baptisme, a la comunitat cristiana de Cividale del Friuli. En l'actualitat es troba en el Museo Cristiano de Cividale, el qual s'allotja en un espai, construït el 1946, obert a la nau de l'Epistola.

## Història
La font baptismal es va fer entre el 730 i el 740, durant l'anomenada Renaixença Liutpraenda —del rei Liutprand (?, vers 690 - Pavia, 744; regnat 712-744). El patriarca d'Aquileia, Callisto, va ser investit del càrrec (726-734) quan la seu del Patriarcat havia estat traslladada a Cormons, ja que Aquileia, situada massa prop de la frontera del regne longobard, era objecte d'incursions de Grado, ciutat rival. També Cormons patia incursions provinents de l'orient i Callisto decidí moure la seu a Cividale, ciutat en la qual el patriarca feu erigir l'obra.
El baptisteri va ser traslladat en diverses ocasions, sempre a la mateixa ciutat. Originàriament es va instal·lar a l'església de San Giovanni Battista situada al davant de la catedral. En col·lapsar San Giovanni el 1448, a causa d'un violent terratrèmol, va ser reconstruïda en pocs dies a l'esglesiola dels Santi Giovanni e Antonio. El 1645 va ser col·locada a l'interior de la catedral, cuidant de recompondre el seu aspecte original. Des del 1946 es pot contemplar en un àmbit adjacent al duomo de Cividale, amb accés pel pati exterior.

## Descripció
La mida de la pila respon al fet que, a l'època, el bateig es realitzava mitjançant la immersió del creient en l'aigua beneïda.
L'estructura vuitavada, amb una altura de 3,54 m i una amplada de 2,44 m, està composta per peces de marbre, que conformen un conjunt esvelt de gran harmonia. D'una banda, a la part inferior, la piscina d'immersió disposa de tres graons per a accedir-hi i està envoltada per vuit lloses. De l'altre, la superior, un joc de columnes i arcuacions donen cos a la part aèria.
Dels vuit plúteus que conformen el parament exterior de l'estilobat octogonal de la piscina, dos d'ells estan esculpits (en un estil semblant al de l'altar del duc Ratchis) amb baixos relleus representant figures simbòliques referents al sagrament del baptisme: paons, grifons, lleons, anyells, símbols cristians, un tetramorf. D'aquests plùteus esculpits, un, el que presenta el tetramorf, és anomenat "Paliotto di Sigualdo" en referència al nom del successor (772 - 776) de Callisto en el Patriarcat incís en la llosa. L'altre és conegut com a "Lastra di San Paolino", pel successor (776 - 802) de Sigualdo, es compon de dues peces que no pertanyien a la font baptismal original i era esculpit també per la seva part interior.
Vuit columnes corínties sostenen altres tantes arcuacions de punt rodó, amb els carcanyols sense solució de continuïtat. Tots els capitells són iguals, tenen dos nivells de fulles d'acant sobre els astràgals i les corresponents volutes a la part superior amb una rosa centrant cada cara.
Carcanyols i arcuacions, sempre per la banda exterior de la font, estan decorats amb baixos relleus, excepte els d'una cara, que conté una inscripció sobre fons pla d'època posterior; segons es llegeix, es rememora el trasllat de la font baptismal a l'interior de la catedral el 1645, sota el patriarcat de Gradenigo.
Les arcuacions i els límits dels carcanyols són vorejats per sanefes variades de motius vegetals i geomètrics. Els carcanyols presenten esculpits, sobre fons pla, motius vegetals, animals i geomètrics. Una sanefa perlada voreja tots els carcanyols per la seva part superior i, al damunt d'aquesta i rematant l'estructura, una inscripció envolta l'octàgon.
- Capitell i arcuacions
- Baix relleu d'una arcuació
- Plúteus de l'estilobat